# Funcions de Walsh

Matriu de Hadamard ordenada natural i ordenada per seqüència d'ordre 16. Especialment la primera se sol anomenar matriu de Walsh. Tots dos contenen les 16 funcions de Walsh d'ordre 16 com a files (i columnes).A la matriu de la dreta, el nombre de canvis de signe per fila és consecutiu.

Funcions de Walsh en disposició seqüencial (Walsh-Kaczmarz) d'ordre 0 a 7 en l'interval [0,1] (en vermell), en blau clar per comparar la part real de les funcions de Fourier.

En matemàtiques, més concretament en anàlisi harmònica, les funcions de Walsh formen un conjunt ortogonal complet de funcions que es poden utilitzar per representar qualsevol funció discreta, igual que les funcions trigonomètriques es poden utilitzar per representar qualsevol funció contínua en l'anàlisi de Fourier. Per tant, es poden veure com una contrapartida digital discreta del sistema analògic continu de funcions trigonomètriques a l'interval unitari. Però a diferència de les funcions sinus i cosinus, que són contínues, les funcions de Walsh són constants a trossos. Prenen només els valors -1 i +1, en subintervals definits per fraccions diàdiques.
El sistema de funcions de Walsh es coneix com el sistema de Walsh. És una extensió del sistema Rademacher de funcions ortogonals.
Les funcions de Walsh, el sistema de Walsh, la sèrie de Walsh i la transformada ràpida de Walsh-Hadamard reben el nom del matemàtic nord-americà Joseph L. Walsh. Troben diverses aplicacions en física i enginyeria a l'hora d'analitzar senyals digitals.
Històricament, s'han utilitzat diverses numeracions de funcions de Walsh; cap d'ells és especialment superior a un altre. Aquest article utilitza la numeració de Walsh-Paley.
Definim la seqüència de funcions de Walsh {\displaystyle W_{k}:[0,1]\rightarrow \{-1,1\}}, {\displaystyle k\in \mathbb {N} } com segueix.
{\displaystyle W_{k}(x)=(-1)^{\sum _{j=0}^{\infty }k_{j}x_{j+1}}}
Per a qualsevol nombre natural k i nombre real {\displaystyle x\in [0,1]}, amb:
{\displaystyle k_{j}} sigui el bit j -è de la representació binària de k, començant per {\displaystyle k_{0}} com a part menys significativa, i
{\displaystyle x_{j}} sigui el bit j -è de la representació binària, començant per {\displaystyle x_{1}} com el bit fraccional més significatiu.
En particular, {\displaystyle W_{0}(x)=1} a tot arreu de l'interval, ja que tots els bits de k són zero.
Cal observar que {\displaystyle W_{2^{m}}} és precisament la funció de Rademacher rm. Així, el sistema Rademacher és un subsistema del sistema Walsh. A més, cada funció de Walsh és un producte de les funcions de Rademacher:
{\displaystyle W_{k}(x)=\prod _{j=0}^{\infty }r_{j}(x)^{k_{j}}}
Les aplicacions de les funcions de Walsh es poden trobar allà on s'utilitzen representacions de dígits, inclòs el reconeixement de la parla, el processament d'imatges mèdiques i biològiques i l'holografia digital.
Per exemple, la transformada ràpida de Walsh-Hadamard (FWHT) es pot utilitzar en l'anàlisi de mètodes digitals quasi-Monte Carlo. En ràdioastronomia, les funcions de Walsh poden ajudar a reduir els efectes de la diafonia elèctrica entre els senyals de l'antena. També s'utilitzen en panells LCD passius com a formes d'ona de conducció binàries X i Y on l'autocorrelació entre X i Y es pot reduir al mínim per als píxels que estan apagats.